# Kelun
Kelun is een bestuurslaag in het regentschap Madiun van de provincie Oost-Java, Indonesië. Kelun telt 3831 inwoners (volkstelling 2010).